# Arabesco

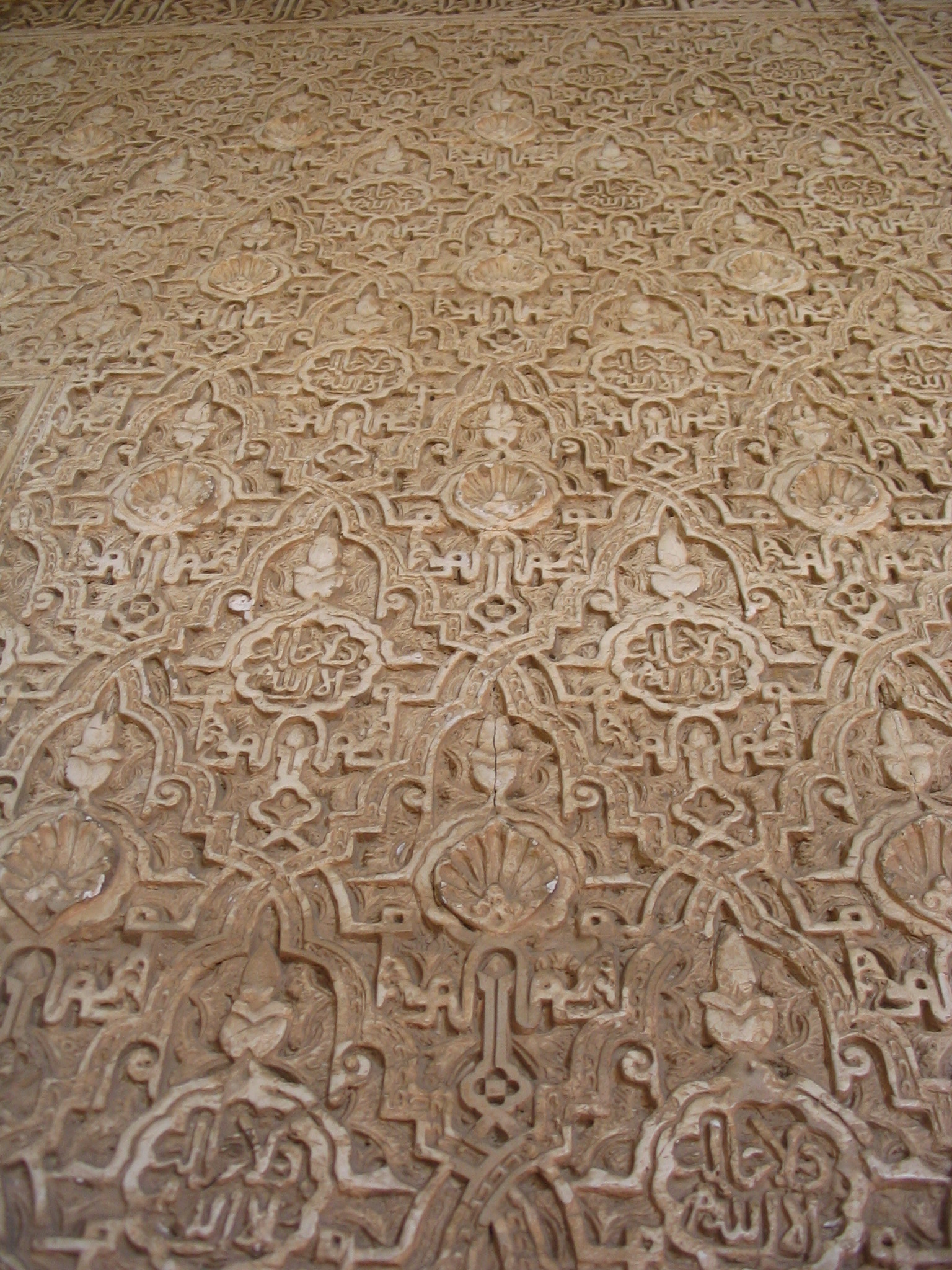
Arabesco nella dimora nasride di Granada dell'Alhambra. Questo arabesco riporta, replicandolo con regolare simmetria, il motto della famiglia regnante che dice: wa lā ghālib illā Allāh (E non c'è Vincitore se non Iddio).

L'arabesco è uno stile ornamentale composto da elementi calligrafici e/o motivi geometrici. Il termine deriva dal fatto che lo stile era adoperato, e lo è ancor oggi, per decorare le superfici perimetrali, sia esterne che interne, soprattutto di moschee.
Questa decorazione è la lingua dell'arte islamica, che consiste nel decorare moschee, palazzi, cupole con forme geometriche o fitomorfi che trasmettono all'osservatore una gradevole sensazione di serenità e bellezza. Questo tipo di espressività artistica in spagnolo è chiamata ataurique (dall'arabo التوريق, al-tawrīq), che significa l'usare come unità-base la foglia o il fiore, privata della sua forma naturale per non dare un senso di debolezza e di morte, trasformandola in forme che suggeriscano la sensazione di esistenza e di immortalità.
Questa meticolosa attenzione e cura dell'ornamento è stata anche indotta dalle norme maomettane, che, in linea di massima, proibiscono le figurazioni umane.
Gli artisti musulmani hanno trovato nelle forme corsive delle consonanti arabe la base per le loro decorazioni. L'ornamento calligrafico ha conosciuto grande fortuna per mano di esperti calligrafi fin da quando, nell'VIII secolo, fu usata la scrittura cosiddetta "cufica" (o higiazena) - soprattutto in occasioni celebrative di particolare rilevanza - grazie alla sua capacità di ben adattarsi a superfici quali la pietra o il marmo.
In alcuni paesi, come l'Egitto e la Siria, l'ornamento arabesco si effettuò tramite l'intarsio di marmi producendo notevoli effetti cromatici, mentre in altri, come la Persia, si sviluppò maggiormente la ceramica.

## Galleria d'immagini

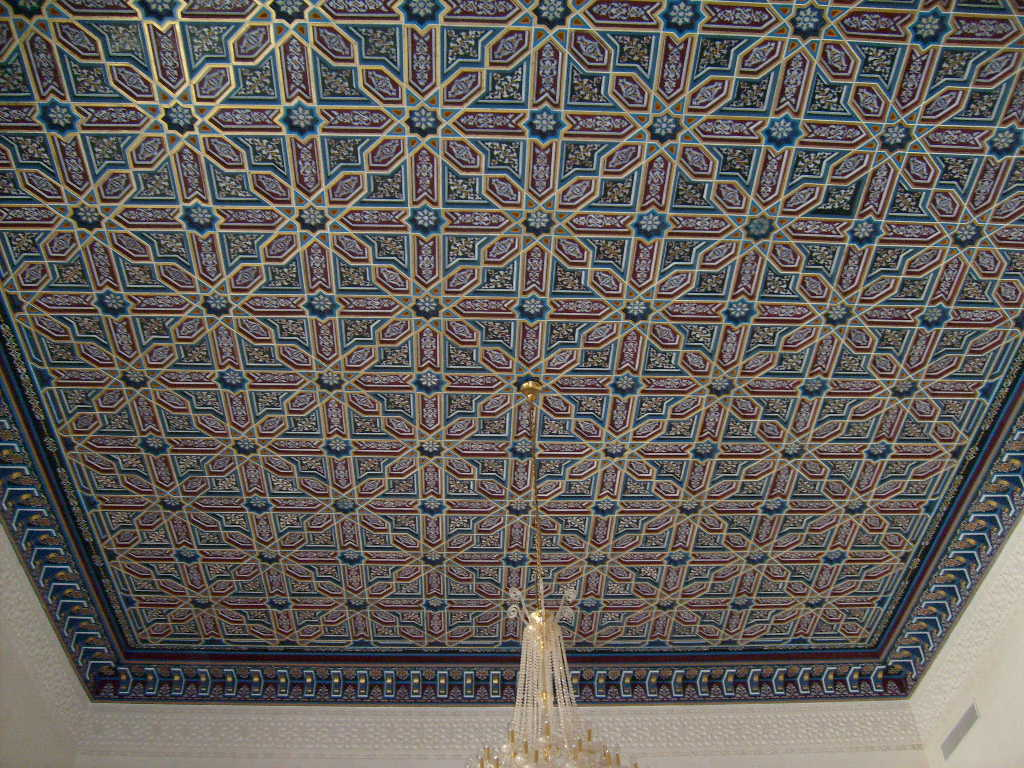
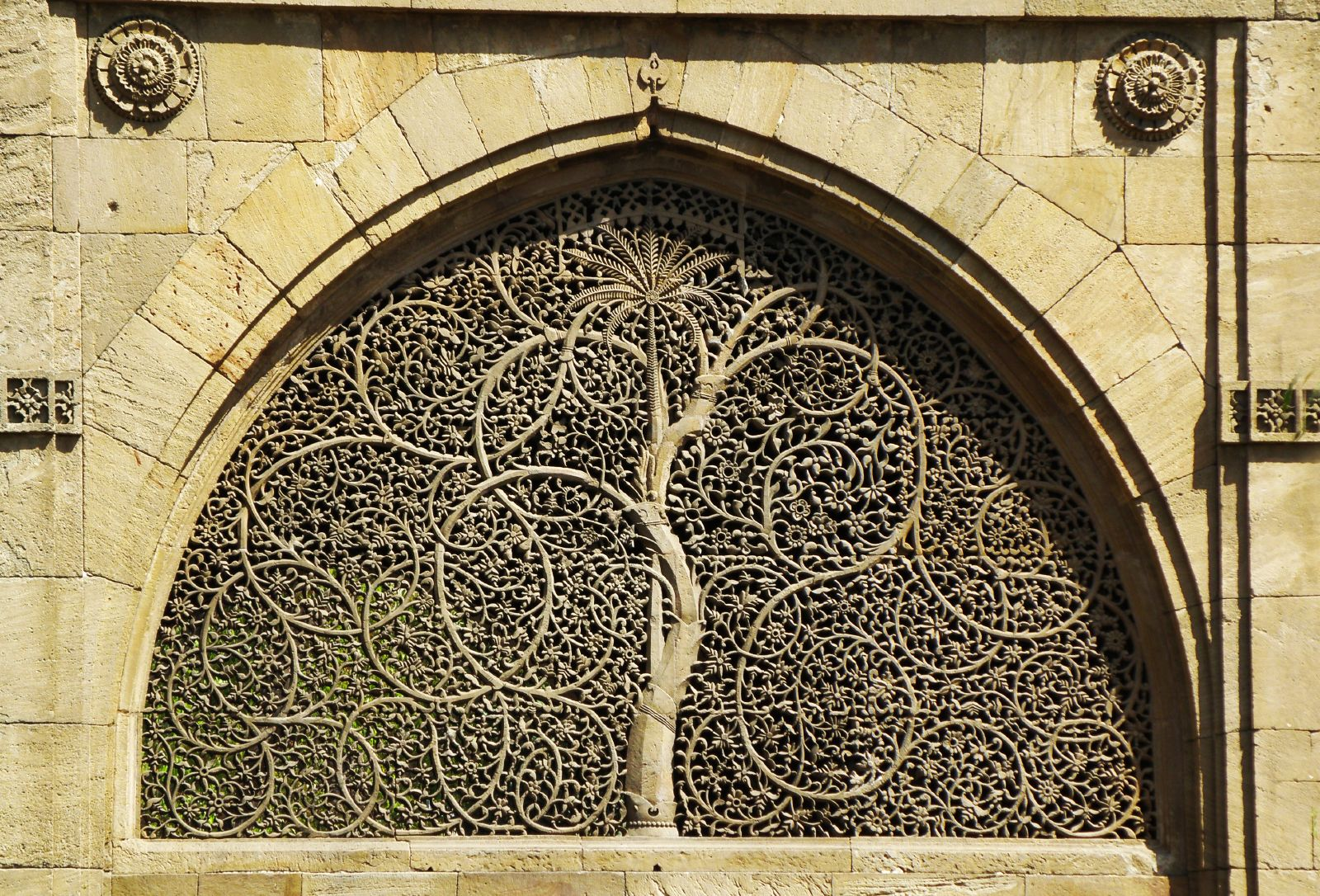
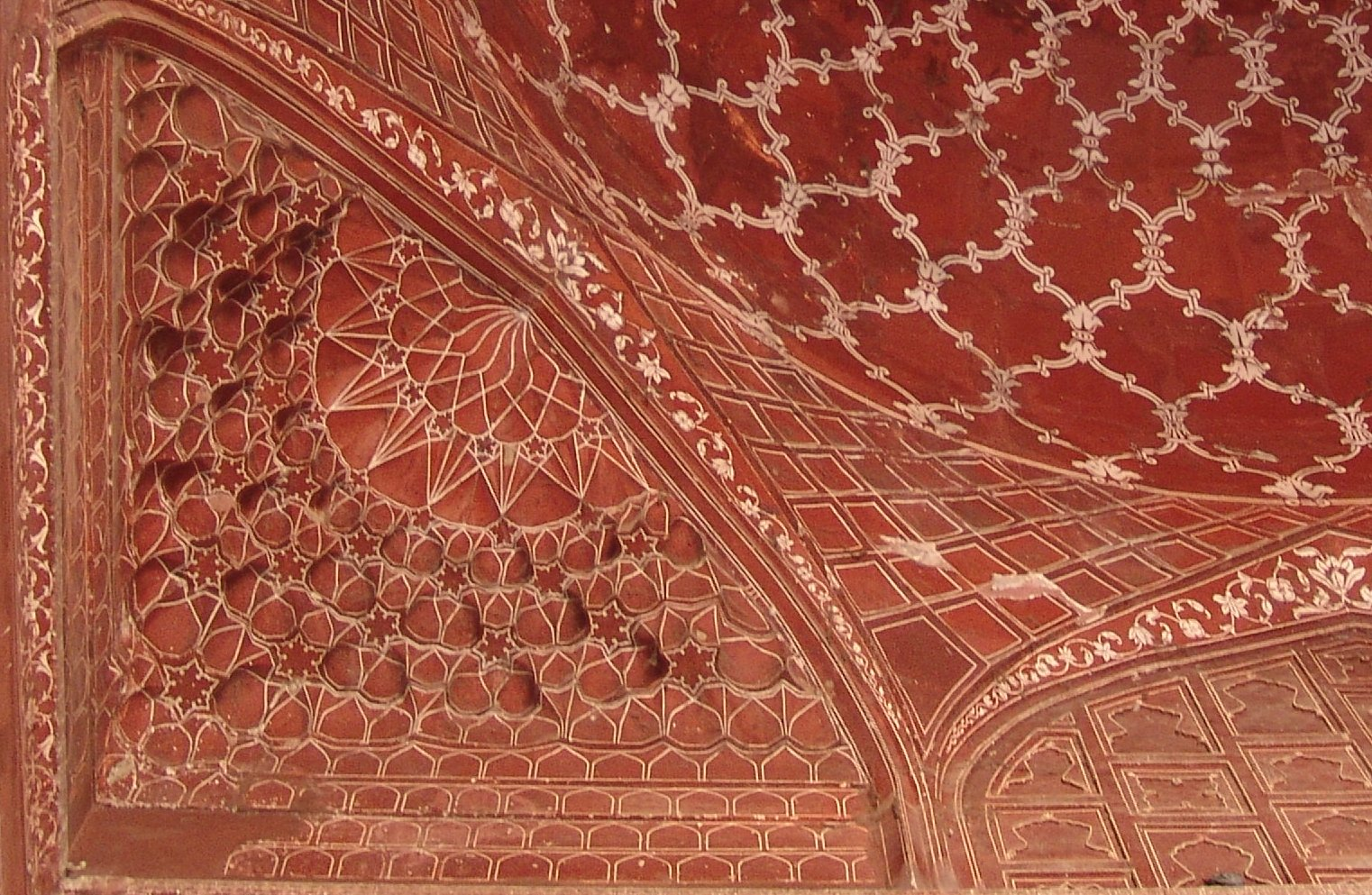
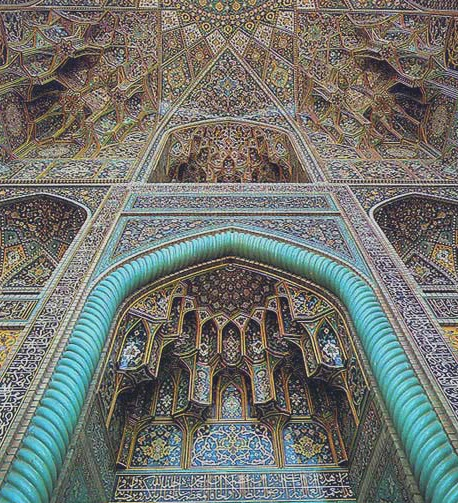
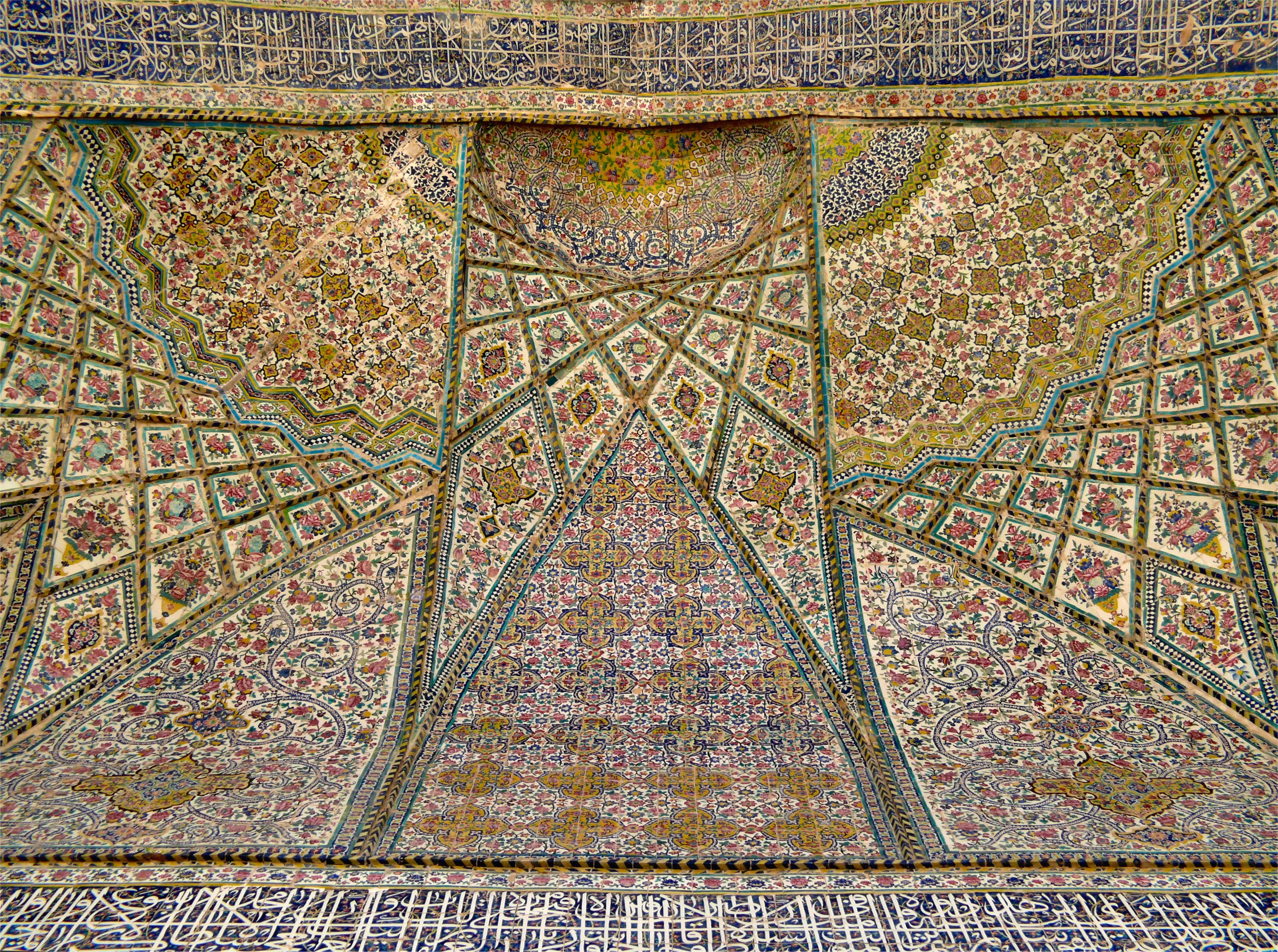
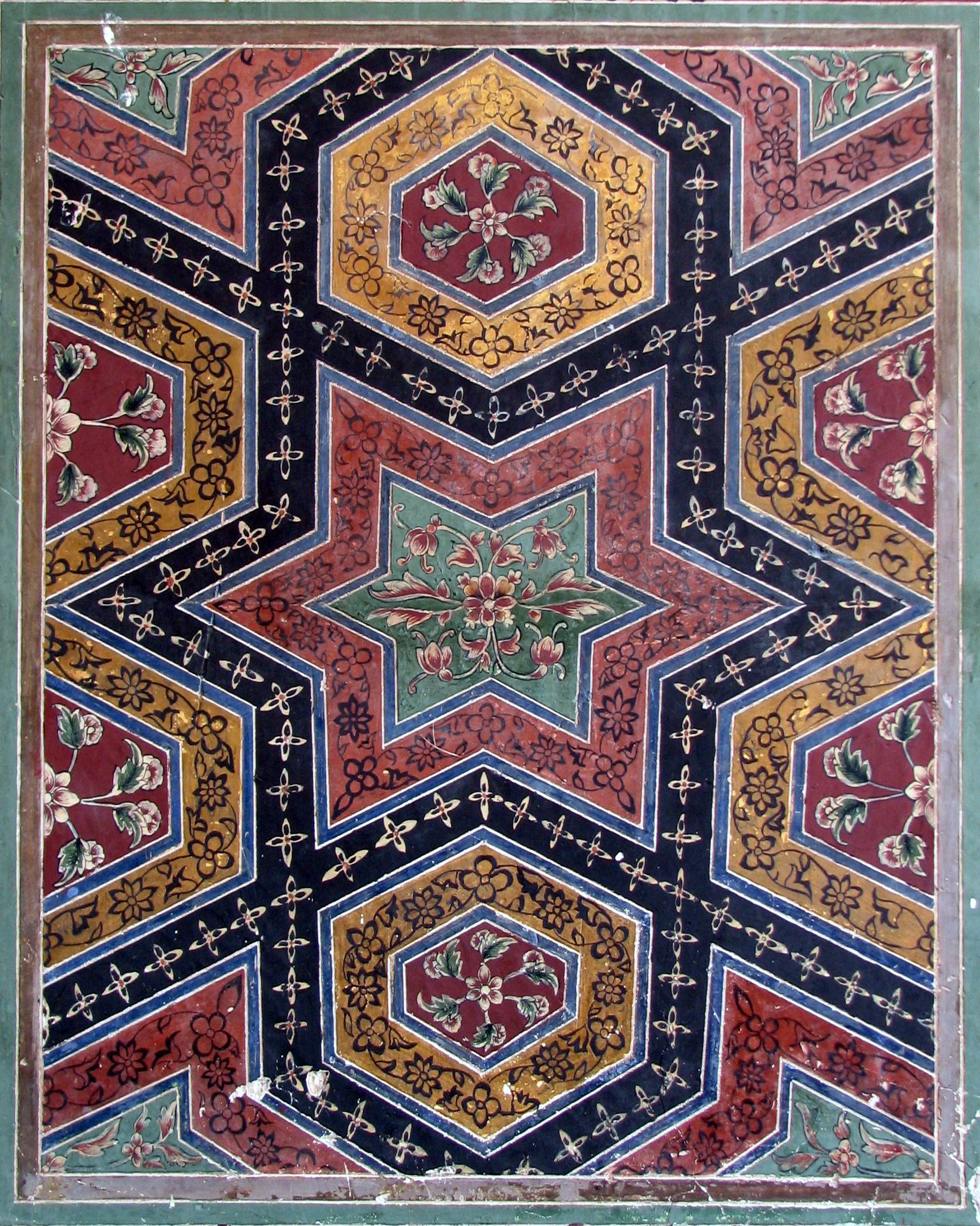
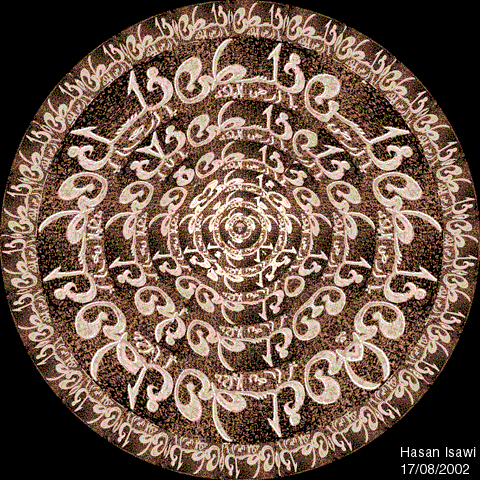
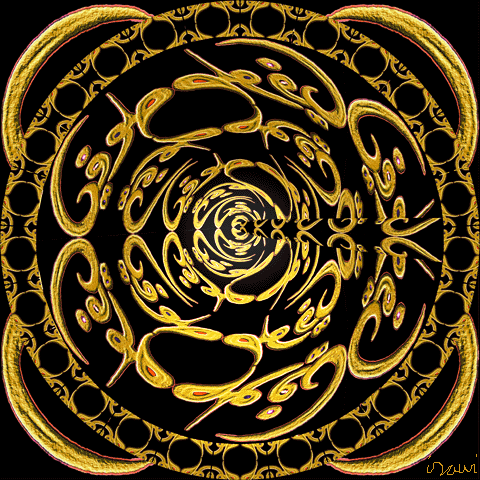
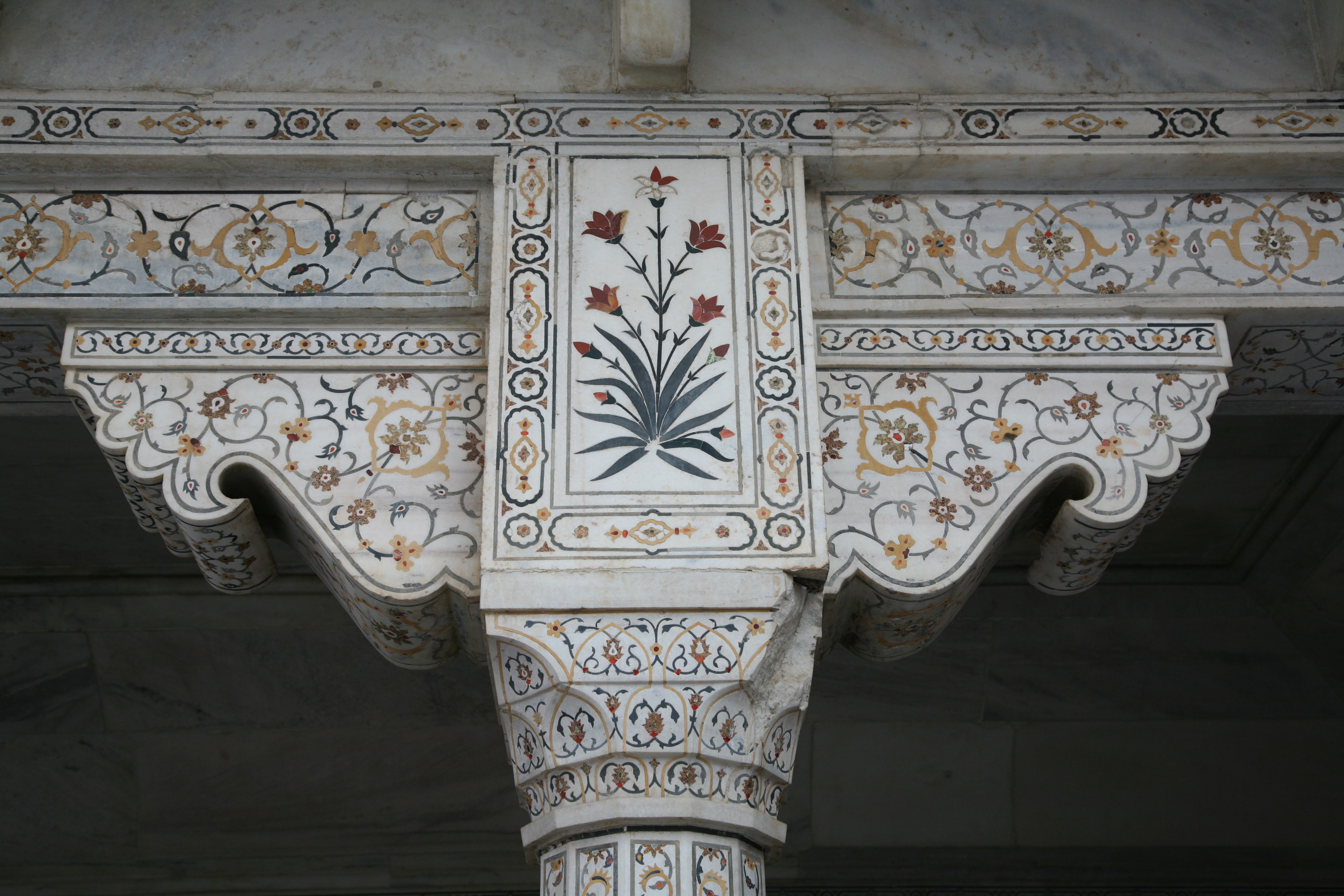

## Caratteristiche principali degli arabeschi

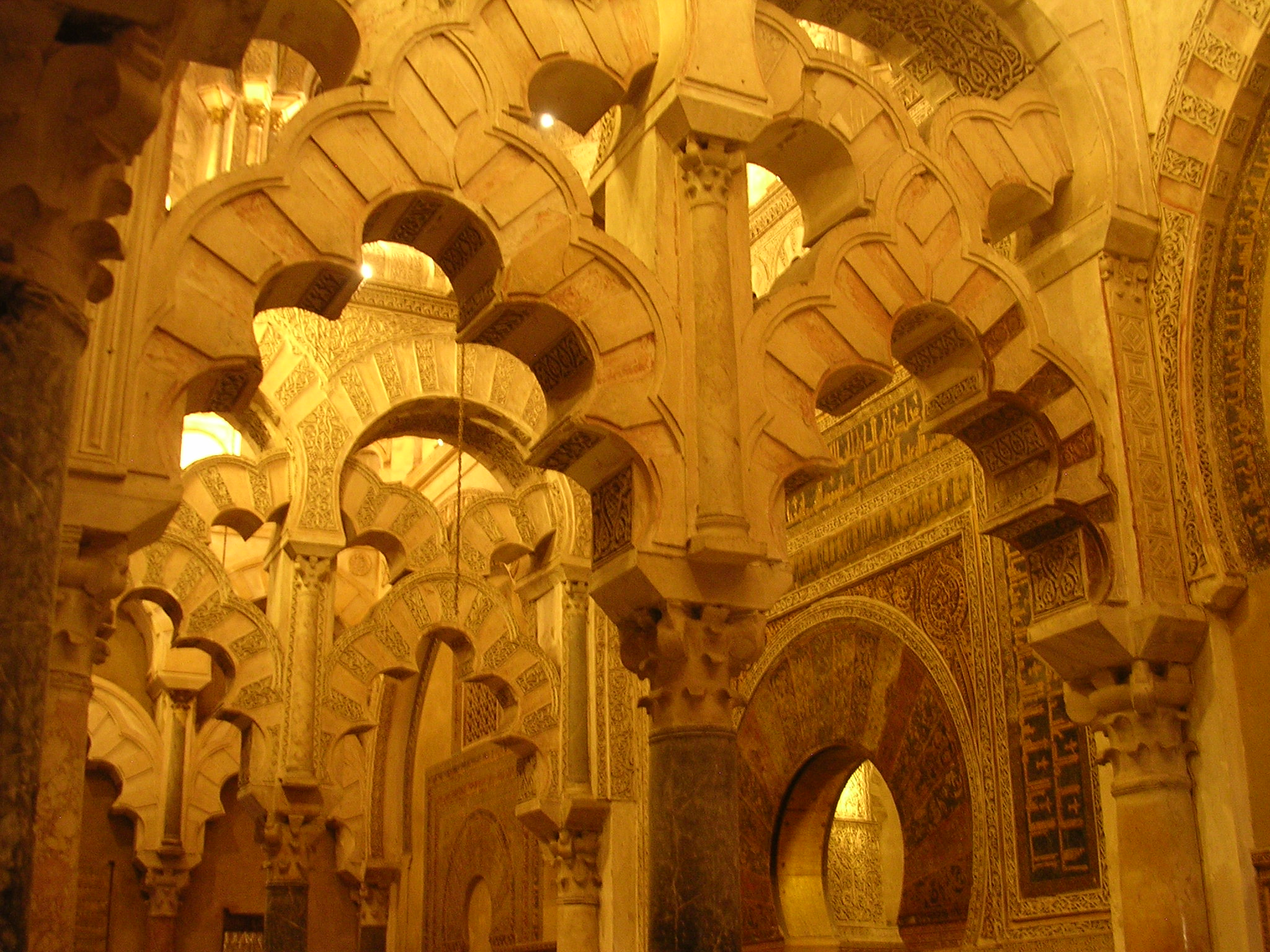
Interno della Moschea di Cordova

- Sinuosità
- Intreccio
- Simmetria centrale
- Colori forti